# Sargantana cuallarga

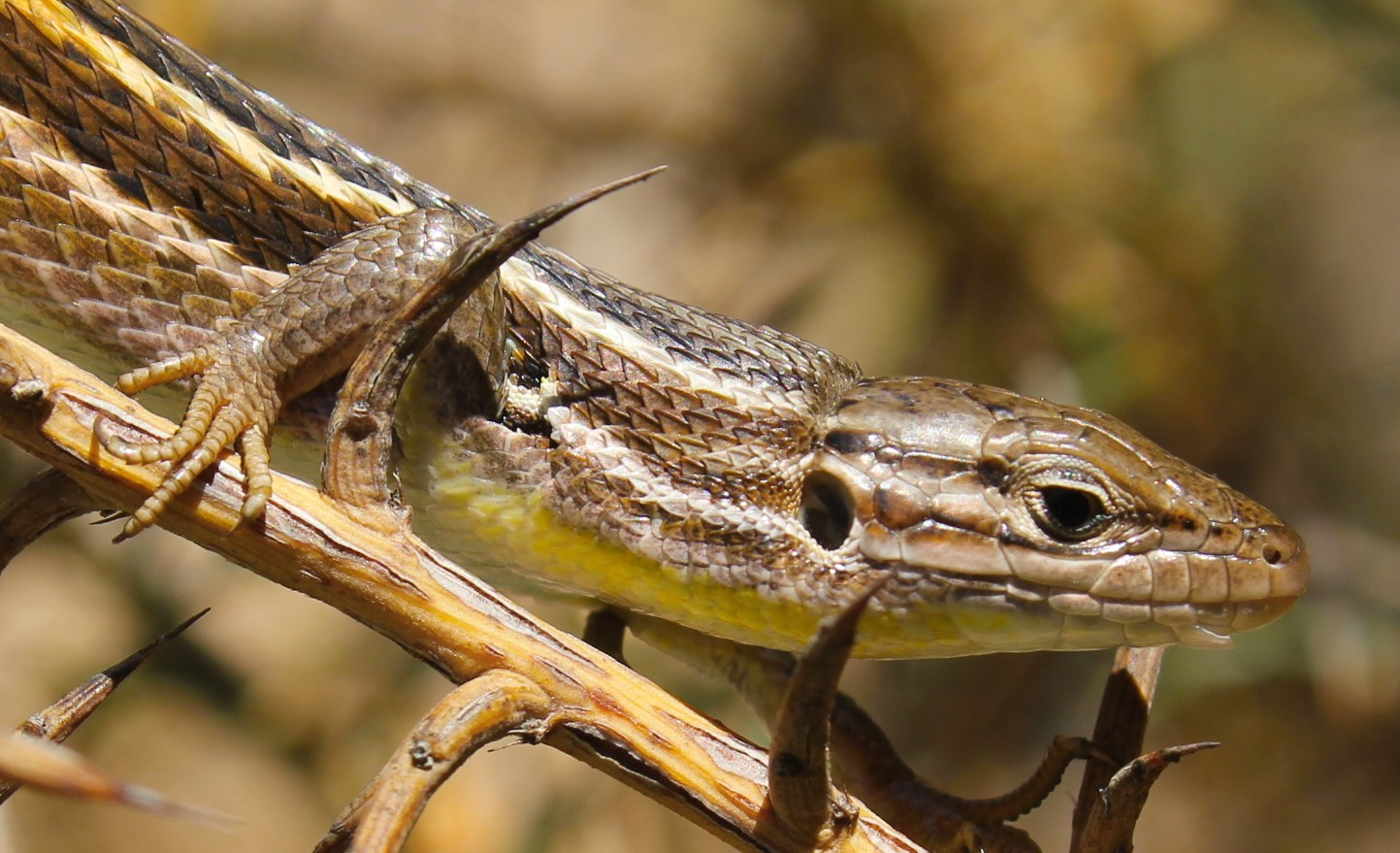
Detall on s'aprecien les escates del tronc carenades.

La sargantana cuallarga o sargantaner gros (Psammodromus algirus) és una espècie de sauròpsid escatós de la família Lacertidae. Segons la concepció clàssica, aquesta espècie està formada per diverses poblacions morfològicament més o menys variables distribuïdes per la península Ibèrica (incloent-hi Catalunya, Andorra i el País Valencià), Mallorca, sud-est de França, Itàlia (limitada a l'Isolotto dei Conigli, prop de Lampedusa, Sicília) i el Magreb. Habita el bosc mediterrani i les zones de matoll, així com els camps de conreu.
No obstant, estudis basats en l'ADN mitocondrial han posat de manifest l'existència de tres poblacions que, segons els autors de l'estudi, han de considerar-se espècies independents:
- Psammodromus algirus - només inclou les poblacions del nord d'Àfrica (Algèria, Marroc i Tunísia).[3]
- Psammodromus jeanneae - inclou les poblacions del sud-est de França i est de la península Ibèrica; seria l'única present a Catalunya i el País Valencià.[4]
- Psammodromus manuelae - inclou les poblacions de l'oest de la península Ibèrica.[5]

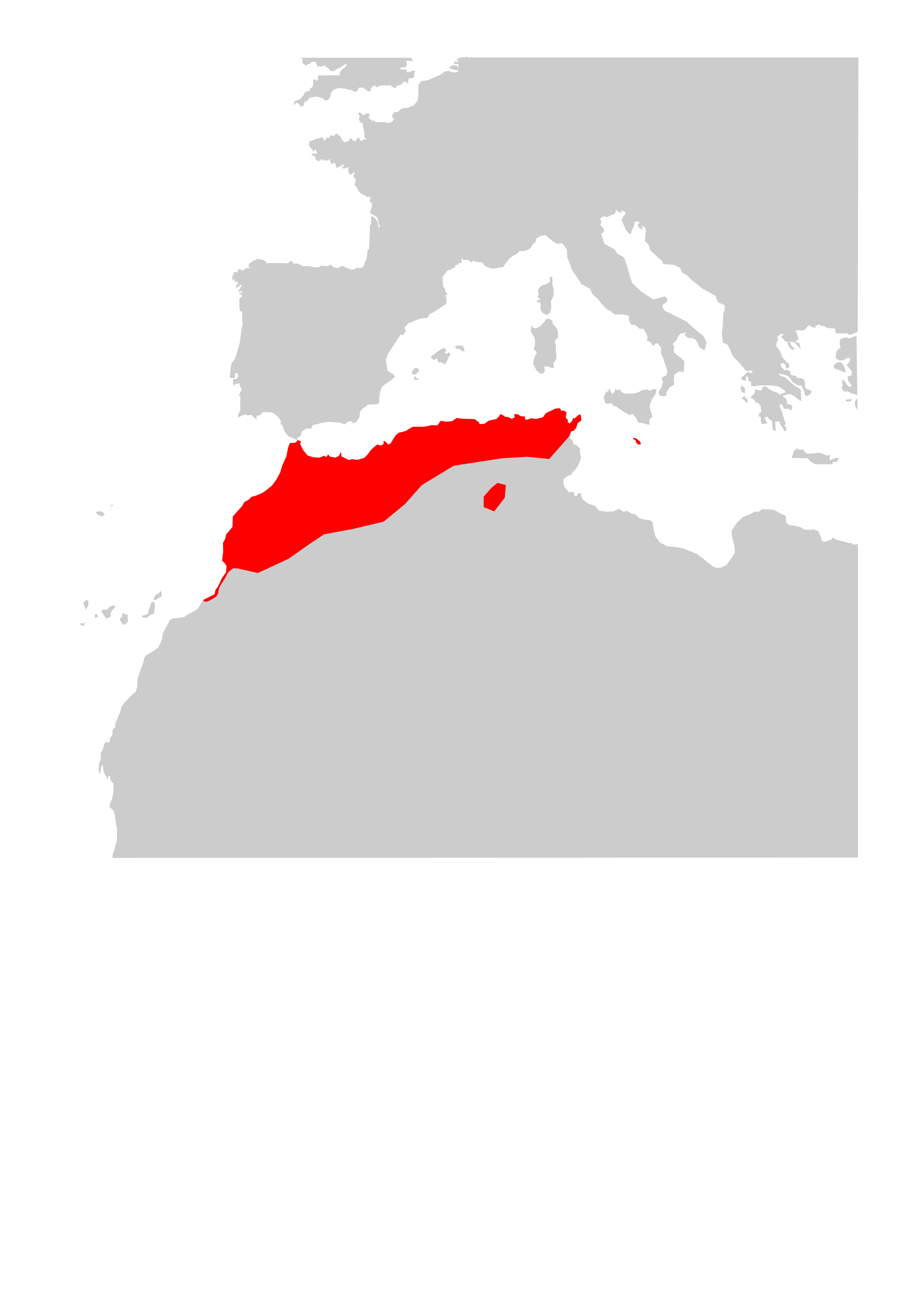
Psammodromus algirus en sentit estricte.
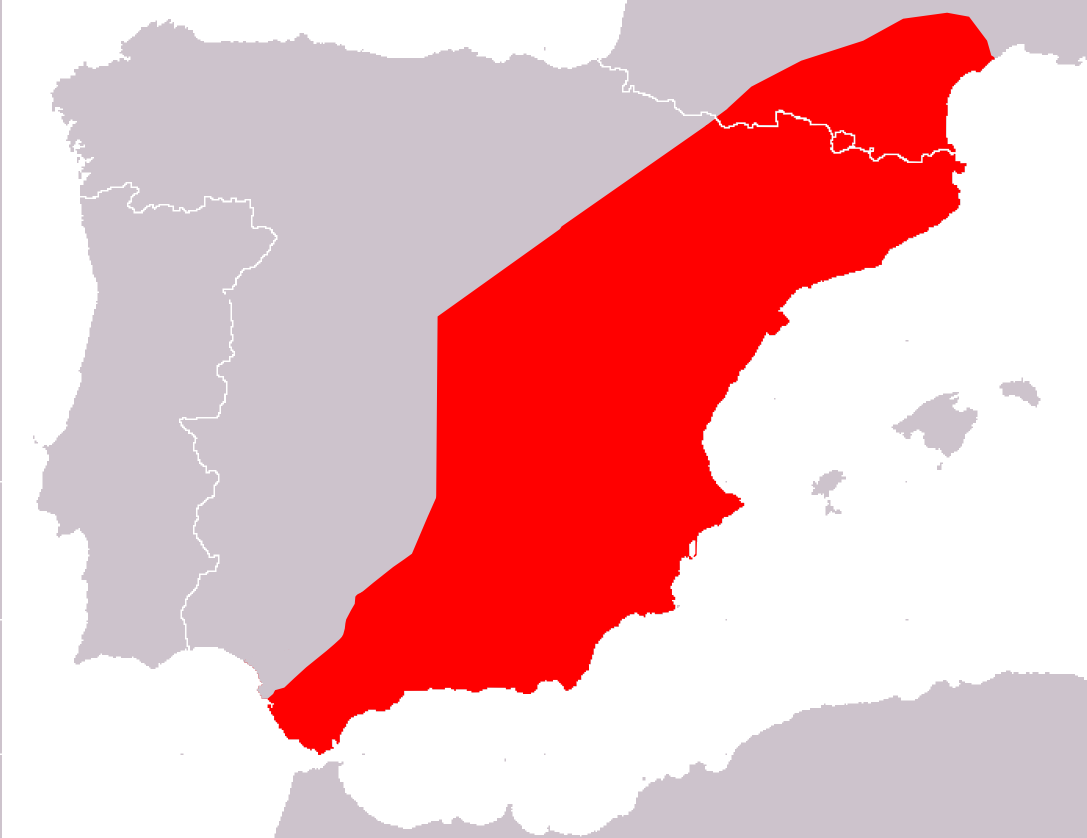
Psammodromus jeanneae.
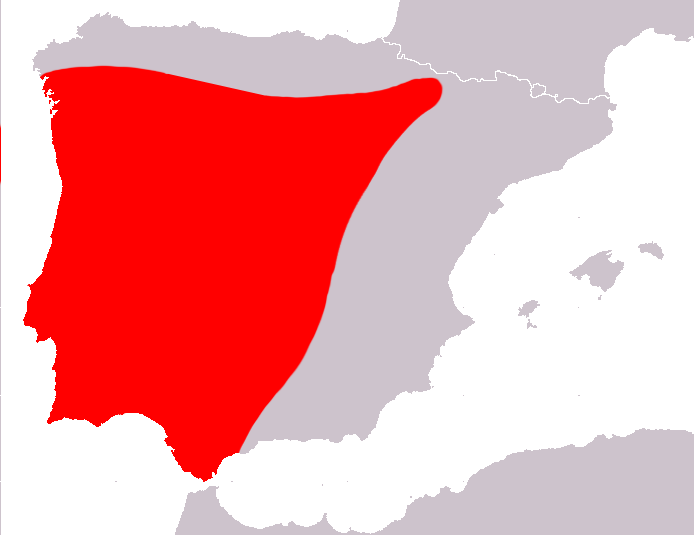
Psammodromus manuelae.

Busak et al. han estimat que l'aïllament reproductiu entre les poblacions ancestrals de P. algirus a banda i banda de l'estret de Gibraltar va ocórrer fa uns 2,98-3,23 milions d'anys i que la separació entre P. manuelae i P. jeanneae fa 1,4-1,54 milions d'anys. Una alternativa a aquest escenari ha estat formulat per Carranza et al. (2006), segons els quals la separació entre les dues espècies presents a la península Ibèrica hauria tingut lloc fa 3,6 milions d'anys, mentre que la separació entre les poblacions occidentals (P. manuelae) i les nord-africanes (P. algirus) faria 1,9 milions d'anys.
Cal destacar que no totes les fonts taxonòmiques admeten aquests espècies; així, la Unió Internacional per a la Conservació de la Natura (UICN) les accepta sense cap comentari, mentre que The Reptile Database les considera sinònims de P. algirus.

## Característiques
És una sargantana fàcilment identificable, a primer cop d'ull, per tindre la cua molt desenvolupada, tret que la diferencia de les altres sargantanes dels Països Catalans.
Els exemplars adults poden fer fins a 270 mm, essent la cua dues o tres vegades més llarga que el cos.
Les escates que recobreixen el dors i els flancs són aquillades i alhora imbricades, tret que també s'estén a les ventrals. Aquestes característiques descrites de les escates, ultra la llargària de la cua, permeten de diferenciar-la fàcilment de la sargantana roquera (Podarcis muralis) i de la sargantana ibèrica (Podarcis hispanicus), ambdues presents també al territori dels Països Catalans.
La coloració del dors és bruna, amb dues ratlles grogues molt ostensibles en els flancs, entre les quals també n'hi ha de negres. El ventre, per la seua part, és un xic iridescent i mostra tons blancs groguencs. Els mascles en zel tenen la gola i la zona temporal de color vermell ataronjat. D'altra banda, els mascles normalment exhibeixen puntets blaus a l'espatlla, cosa que és molt útil per a diferenciar ambdós sexes (dimorfisme sexual).
Un tret molt característic d'aquest petit saure rau en la capacitat d'emetre xiscles, fet que també es dona en la sargantana corredora (Psammodromus hispanicus) i en la sargantana cua-roja (Acanthodactylus erythrurus).

## Hàbitat
Viu preferentment en llocs arbustius i herbacis, on, atesa la seua coloració, passa desapercebuda fàcilment dels seus depredadors. També freqüenta les pinedes degradades, on sovint se la veu enfilada als pins.
És un saure característic dels llocs secs i solellosos, per la qual cosa no es troba a les zones altes i muntanyenques.

## Alimentació
Es nodreix bàsicament de petits insectes, especialment ortòpters, que captura amb certa facilitat, gràcies a la seua agilitat de moviments.

## Reproducció
L'època de zel coincideix amb l'inici de la primavera, i a finals de juny o bé a principis de juliol les femelles ponen de vuit a onze ous de forma esfèrica i de petites proporcions. Quan neixen, els petits ja són perfectament formats i comencen llur vida independent nodrint-se de petits artròpodes.

## Situació legal alsPaïsos Catalans
Com la majoria de rèptils, és una espècie protegida per la llei.